# Adam Hendershott
Adam Hendershott est un acteur américain né le 6 juin 1983 dans le Comté de Los Angeles en Californie aux États-Unis.

## Filmographie
- 1992 : Le Rêve de Bobby (Radio Flyer) : Boy #1
- 1992 : Au cœur du mensonge (Calendar Girl, Cop, Killer? The Bambi Bembenek Story) (TV) : Shannon
- 1994 : Les Héritiers affamés (Greedy) : Joe (9 years old)
- 1994 : Les Enfants de la nuit (Children of the Dark) (TV) : Skip
- 1994 : Hardball (série TV) : Nelson
- 1996 : Playing Dangerous 2 : Billy Spengler
- 1996 : Terror in the Family (TV) : Adam Martin
- 1996 : À la gloire des Celtics (Celtic Pride) : Tommy O'Hara
- 1999 : Le Manipulateur (Lansky) (TV) : Irish Boy #2
- 2000 : Malcolm : Cadet
  - Alerte rouge
  - Honte
- 2003 : Maniac Magee (en) (TV) : Big John McNabb
- 2003 : Fish Without a Bicycle : Drive-Thru Geek
- 2005 : Halfway Decent : Rehab Kid
- 2006 : Swimming : Robert 'Navy Boy' Larrabee
- 2007 : Miss Campus (Sydney White and the Seven Dorks) : "Jeremy"
- 2009 : Life (série TV) : Benny